# Salomon Ramer
Salomon Mandel Ramer (ur. 14 listopada 1873 w Sanoku, zm. 1939/1940/1941) – polski Żyd, doktor nauk medycznych, radny miasta Sanoka, działacz społeczny, kapitan lekarz Wojska Polskiego.

## Życiorys

Lekarze w Sanoku 1919–1939. W górnym rzędzie od lewej: Salomon Ramer (2), Kazimierz Niedzielski (3), Samuel Herzig (4), Stanisław Domański (5). U dołu od lewej Antoni Dorosz (2)

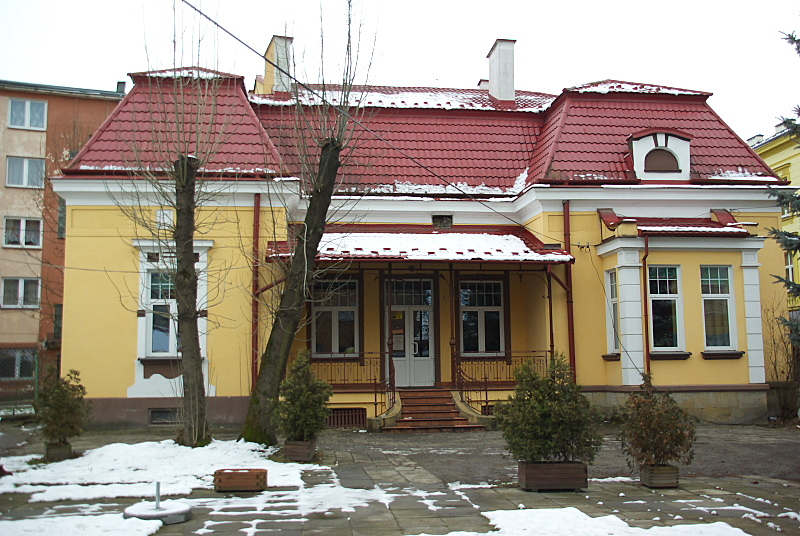
Kamienica przy ul. Adama Mickiewicza 2 w Sanoku

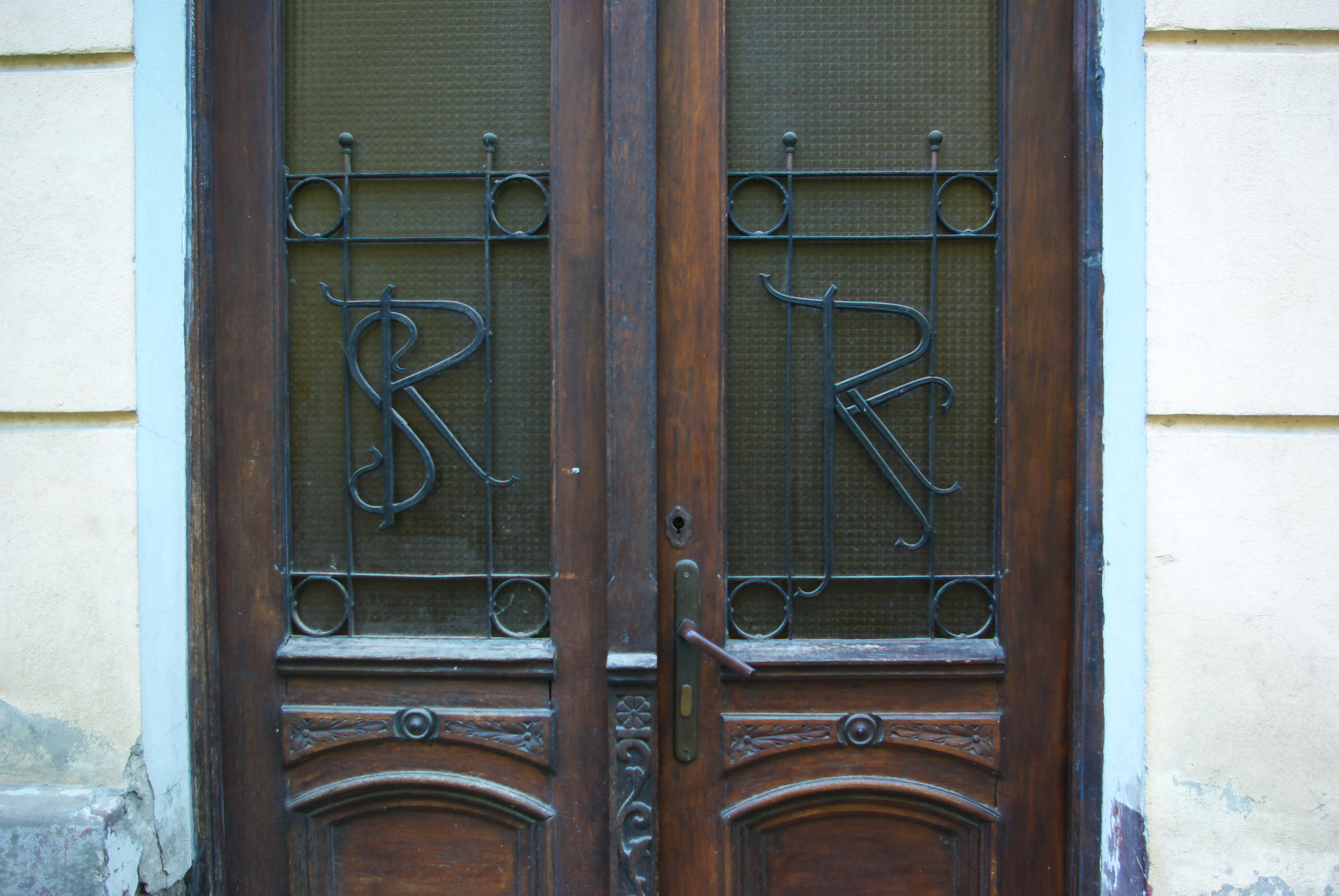
Inicjały Salomona i Klary Ramerów na drzwiach ich kamienicy w Sanoku

Urodził się 14 listopada 1873 w Sanoku. Pochodził z rodziny żydowskiej zamieszkującej w Sanoku od co najmniej przełomu XVIII i XIX wieku (przedstawicielami byli wówczas Chaim i Lewor Ramer). Był synem Samuela (Saul, szynkarz i właściciel realności przy placu św. Michała w Sanoku, zm. 1897).
W 1892 zdał egzamin dojrzałości w C. K. Gimnazjum Męskim w Sanoku. Po maturze podjął studia medyczne. W 1898 uzyskał dyplom lekarza. Uzyskał stopień naukowy doktora. Od około 1899 prowadził praktykę w Sanoku. Był zatrudniony w szpitalu powszechnym w Sanoku: jako sekundariusz (w latach od około 1900 do około 1911) przy dyrektorach dr. Zygmuncie Nowaku, dr. Włodzimierzu Pajączkowskim, tymczasowo pełnił także funkcję dyrektora. Podczas walnego zgromadzenia Towarzystwa Samopomocy Lekarzy 28 lutego 1903 zgłosił się na członka tej organizacji. Od 1907 do 1939 pracował jako lekarz domowy, prowadził praktykę prywatną w Sanoku, specjalizował się w chorobach wewnętrznych. Działał także jako lekarz Ubezpieczalni Społecznej w Krośnie. W 1905 był sygnatariuszem odezwy lekarzy polskich o charakterze antyalkoholowym. W 1910 został oskarżony przez innego sanockiego lekarza Stanisława Zygmunta Edelheita o obrazę czci, rozprawa karna w Sądzie Powiatowym w Sanoku w dniu 5 sierpnia 1910 zakończyła się ugodą. Był członkiem sekcji Towarzystwa Lekarzy Galicyjskich w Sanoku, pełniąc w niej funkcję sekretarza. Był lekarzem oddziału w Sanoku Towarzystwa Wzajemnych Ubezpieczeń w Krakowie (ok. 1913/1914). Uchwałą Rady Miejskiej w Sanoku z 1913 został uznany przynależnym do gminy Sanok
Podczas I wojny światowej w c. k. Obronie Krajowej został mianowany wyższym lekarzem w stosunku ewidencji z dniem 1 maja 1915, a później lekarzem pułkowym w stosunku ewidencji z dniem 15 lutego 1917.
Dekretem z 15 marca 1919 jako były oficer c. i k. armii został przyjęty do Wojska Polskiego i dekretem Naczelnego Wodza Wojsk Polskich zatwierdzony w stopniu kapitana lekarza. Został wówczas mianowany przez Ministra Spraw Wojskowych na stanowisko komendanta szpitala w Sanoku. Został zweryfikowany w stopniu kapitana pospolitego ruszenia w korpusie oficerów sanitarnych lekarzy ze starszeństwem z dniem 1 czerwca 1919. W 1923, 1924 w stopniu kapitana był przydzielony jako oficer rezerwowy do 10 batalionu sanitarnego w Przemyślu (analogicznie inni pochodzący z Sanoka oficerowie-lekarze: Stanisław Domański, Kazimierz Niedzielski, Jan Porajewski, Antoni Dorosz, Leopold Dręgiewicz). W 1924 był zweryfikowany z lokatą 5. W 1934, jako kapitan lekarz pospolitego ruszenia z lokatą 3 w korpusie oficerów sanitarnych ze starszeństwem z dniem 1 czerwca 1919. Był wówczas w Kadrze Zapasowej 10 Szpitala Okręgowego w Przemyślu.
Po odzyskaniu przez Polskę niepodległości w okresie II Rzeczypospolitej w 1922 został przewodniczącym sanockiego koła Związku Lekarzy Małopolski i Śląska Cieszyńskiego z siedzibą w Krakowie. W okresie międzywojennym był wieloletnim prezesem Powiatowego Związku Lekarzy w Sanoku. Pełnił funkcje wiceprezesa obwodu sanockiego Związku Lekarzy Państwa Polskiego i sekcji sanockiej Towarzystwa Polskich Lekarzy b. Galicji. Był członkiem Towarzystwa Lekarzy Polskich we Lwowie. Do 1939 był członkiem Lwowskiej Izby Lekarskiej, m.in. w 1929 wybrany do Rady L.I.L., 16 grudnia 1928 wybrany na trzechlecie do 1931, był delegatem do Naczelnej Izby Lekarskiej i członkiem tego gremium.
Prócz działalności zawodowej angażował się aktywnie w życie polityczne i społeczne. Do końca 1905 pełnił stanowisko członka komisji szacunkowych podatku osobisto-dochodowego w Sanoku. Wspierał Partię Syjonistyczną w Sanoku, zorganizowaną po 1900. Był radnym miasta Sanoka, zasiadał w klubie żydowskim i był jego przewodniczącym. Był wybierany w wyborach: w okresie autonomii galicyjskiej w 1907, od 1909, w 1910, pełnił funkcję asesora od 1910 radny i asesor w nowej radzie po przyłączeniu do Sanoka gminy Posada Sanocka, następnie w okresie II Rzeczypospolitej wybierany w 1919, w 1928 (został I płatnym asesorem i był nim w kolejnych latach, po wyborze na burmistrza Jana Porajewskiego, a także ławnikiem), w 1931 był jednym z reprezentantów Rady Miasta w komisjach, które miały prowadzić rozmowy w Wydziale Powiatowym w sprawie przyłączenia gminy Posada Olchowska do miasta Sanoka, następnie był członkiem Tymczasowego Zarządu administrującego i organizującego nowe wybory, nadal pełnił funkcję asesora po wyborze na burmistrza Tadeusza Malawskiego (wybrany 16 lutego 1932), ponownie wybrany w 1934. Był członkiem komisji zdrowotnej Rady Powiatu Sanockiego. W 1912 został wybrany członkiem Rady c. k. powiatu sanockiego z grupy gmin miejskich.
Został sekretarzem zarządu założonego 24 kwietnia 1904 sanockiego oddziału Towarzystwa Ligi Pomocy Przemysłowej i przed 1914 był przedstawicielem TPP w mieście. Jako założyciel Sanockiej Ekspozytury Ligi Pomocy Przemysłowej został jej kierownikiem. Zasiadał w radzie nadzorczej żydowskiego stowarzyszenia „PARD” (Przemysł Artystyczny i Domowy) w Sanoku. Był przełożonym i przewodniczącym zarządu Izraelickiej Gminy Wyznaniowej w Sanoku (kahału), w 1936 wybrany członkiem zarządu. Był także prezesem Oddziału Związku Żydów Uczestników Walk o Niepodległość Polski, prezesem żydowskiego towarzystwa dobroczynnego „Tomche Anijim” (wspierającego ubogich i dotkniętych przez los Żydów). W 1927 staraniem Ramera i stowarzyszenia kupieckiego organizowano bezpartyjny komitet ratunkowy, mający udzielać bezprocentowych pożyczek dla osób dotkniętych kryzysem gospodarczym. Ze strony żydowskiej zasiadał w dyrekcji (zarządzie) i był przewodniczącym rady nadzorczej Komunalnej Kasy Oszczędności Królewskiego Wolnego Miasta Sanoka, funkcjonującej w budynku przy ul. Tadeusza Kościuszki 4. Był działaczem Towarzystwa Upiększania Miasta Sanoka, w 1906 wybrany wydziałowym. Jako reprezentant gminy żydowskiej od około 1913 był członkiem Rady Szkolnej Okręgowej w Sanoku oraz był członkiem sanockiego koła Polskiego Towarzystwa Tatrzańskiego (wraz z nim do PTT należał inny żydowski lekarz z Sanoka, Samuel Herzig). W 1933 został wybrany zastępcą przewodniczącego komisji rewizyjnej sanockiego oddziału Polskiego Czerwonego Krzyża. Był członkiem komitetu organizacyjnego I Zjazdu Absolwentów z okazji 50-lecia sanockiego gimnazjum w 1938.
Od 6 września 1910 Salomon Ramer zamieszkiwał w domu własnym w kamienicy przy ul. Adama Mickiewicza, o numeracji 4, później 2 w Sanoku do 1939 (obecnie budynek ponownie pod numerem 4, w którym stworzono bar mleczny „Smak”). Należał do niego budynek pod tym adresem oraz przylegający ogród. W Sanoku przebywał do 1939.
Po wybuchu II wojny światowej podczas kampanii wrześniowej 7 września 1939 miał ewakuować się z majątkiem sanockiej Komunalnej Kasy Oszczędności do Lwowa. Według innej wersji przebywał w transporcie ewakuacyjnym sanockiej fabryki wagonów i zgodnie z relacją Czesława Gorgonia (syna Juliana Gorgonia) w okolicach Olszanicy nie udzielił pomocy osobom rannym w niemieckim ostrzale. Istnieją rozbieżności co do daty i okoliczności śmierci Salomona Ramera. Według relacji jego krewnych, miał ponieść śmierć podczas ucieczki przed Niemcami 7 listopada 1939 w miejscowości Dolina wskutek ataku serca. Mieczysław Granatowski w swoich wspomnieniach podał, że przebywając we Lwowie w marcu 1940 spotkał sanockiego adwokata dr. Szymona Kimmela, który poinformował, że Salomon Ramer zmarł na atak serca na ulicy w Stanisławowie. Historyk Edward Zając podał, iż Salomon Ramer zmarł na zawał serca w drugiej połowie czerwca 1941 w Drohobyczu po wkroczeniu Niemców. Przez Instytut Yad-Vashem został uznany za ofiarę holocaustu.
Żoną Salomona Ramera została Klara (ur. 4 października 1879 w Krakowie). Ślub udzielił im w Krakowie 18 lipca 1899 rabin Ozjasz Thon. Inicjały małżonków (SR i KR) zostały zainstalowane w formie metalowych zdobień na drzwiach wejściowych ich sanockiej kamienicy przy ulicy Adama Mickiewicza. Klara Ramer zginęła w obozie koncentracyjnym Auschwitz-Birkenau ok. 1943–1945. Mieli dwoje dzieci (także uczące się w sanockim gimnazjum): córkę Jadwigę (ur. 1900, zginęła w obozie Auschwitz) i syna Seweryna (1903–1992, żył na emigracji w Nowym Jorku).

## Upamiętnienie
Podczas „Jubileuszowego Zjazdu Koleżeńskiego b. Wychowanków Gimnazjum Męskiego w Sanoku w 70-lecie pierwszej Matury” 21 czerwca 1958 jego nazwisko zostało wymienione w apelu poległych w obronie Ojczyzny w latach 1939–1945 oraz na ustanowionej w budynku gimnazjum tablicy pamiątkowej poświęconej poległym i pomordowanym absolwentom gimnazjum (wskazany w gronie Zginęli – miejsce straceń nieznane).

## Odznaczenia
austro-węgierskie
- Krzyż Kawalerski Orderu Franciszka Józefa z dekoracją wojenną (1916)[19]
- Złoty Krzyż Zasługi Cywilnej z koroną na wstążce Medalu Waleczności[19]